# Крог, Андреас
Андреас Крог (норв. Andreas Jens Krogh; 9 июля 1894, Кристиания, Норвегия — 26 апреля 1964, Осло, Норвегия) — норвежский фигурист, серебряный призёр Олимпийских игр 1920 года, серебряный призёр чемпионата Европы 1914 года и четырёхкратный чемпион Норвегии (1912—1915, 1935) в мужском одиночном катании. Чемпион Норвегии в парном катании (1914).

## Спортивные достижения

### Мужчины
| Соревнования/Сезоны | 1912 | 1914 | 1915 | 1920 | 1935 |
| ------------------- | ---- | ---- | ---- | ---- | ---- |
| Зимние Олимпиады    |      |      |      | 2    |      |
| Чемпионаты Европы   |      | 2    |      |      |      |
| Чемпионаты Норвегии | 1    | 1    | 1    |      | 1    |

### Пары
(с Астрид Нордшвен)
| Соревнования/Сезоны | 1914 |
| ------------------- | ---- |
| Чемпионаты Норвегии | 1    |